# ВАР
Систем ВАР или само ВАР (енгл. video assistant referee, скраћено VAR; срп. помоћни систем суђења путем видео-технологије) јесте систем који се користи у фудбалу при разним нејасним ситуацијама ради провјеравања одлука главног судије помоћу прегледа видео-снимака.
Међународни одбор фудбалских савеза званично је унео ВАР у правила фудбала 2018. године, након што је исти доживео пробу у бројним такмичењима.
Треба напоменути да се ВАР не односи само на технологију, већ и на судије и помоћнике који користе исту.

## Историја
Међународни одбор Фудбалских савеза, тијело које одлучује правила фудбала, дозволио је пробну употребу видео судија током њихових редовних састанака 2016. године.
Пробе ВАР-а уживо почеле су у августу 2016. године, у оквиру Друге лиге САД-а, на утакмици резервних екипа два МЛС тима. Главни судија, Исмаил Ејтаф провјерио је два фаула на утакмици и, након консултација са ВАР судијом Аленом Чапманом, одлучио је да додијели црвени и жути картон за прекршаје. ВАР је представљен наредног мјесеца на пријатељској утакмици између Француске и Италије. Монитор поред терена представљен је на Свјетском клупском првенству 2016, омогућивши судији да прегледа снимак са терена. А лига Аустралије постала је прва лига у којој је коришћен ВАР; коришћен је на утакмици између Мелбурн Ситија и Аделејд јунајтеда. Ипак, у утакмици ВАР није употријебљен. Прва интервенција ВАР-а у лигашким утакмицама била је 8. априла 2017, на утакмици између Велингтона и Сиднеја. ВАР је идентификовао недозвољено играње руком у шеснаестерцу и досуђен је пенал за Сиднеј; утакмица је завршена 1:1.
МЛС лига увела је ВАР током сезоне 2017, након ал стар утакмице одржане 2. августа 2017. Прва званична употреба ВАР-а била је на утакмици између Филаделфије и Даласа, гдје је поништен гол због контакта између фудбалера Даласа и голмана Филаделфије. ВАР је такође коришћен на Купу конфедерација 2017, гдје је његова корисност доведена у питање након финала, у којем главни судија — Милорад Мажић није додијелио црвени картон Гонзалу Хари, након прегледаног снимка, што је од стране многих стручњака окарактерисано као погрешна одлука и уништавање кредибилитета ВАР система. ВАР је почетком сезоне 2017/18, уведен у многе највеће свјетске лиге, са изузетком Премијер лиге. Коришћен је такође и на Свјетском првенству за играче до 20 година 2017.
На дан 8. јануара 2018. године, ВАР је по први пут коришћен у Енглеској, на утакмици ФА Купа између Брајтона и Кристал Паласа, а наредног дана је употријебљен у Лига купу Француске, у дербију Азурне обале између Монака и Нице.
Италија је отворила први ВАР тренинг центар у Коверчијану у јануару 2018.
На дан 3. марта 2018 IFAB (Међународни одбор фудбалских савеза) уписао је ВАР у правила фудбала. Правило није обавезно за такмичења и није се очекивало да се одмах, од сезоне 2018/19 примијени у Премијер лиги и Лиги шампиона. ФИФА је званично одобрила употребу ВАР-а на Свјетском првенству 2018, током састанка савјета ФИФА у Боготи, 16. марта 2018.
На Свјетском првенству, ВАР је први пут употријебљен на првенству 2018. Први пенал досуђен након консултације са ВАР судијом био је на утакмици између Француске и Аустралије, 16. јуна; Антоан Гризман је дао гол. Главни судија био је Андрес Куња, док је ВАР судија био Мауро Виљано. На утакмици између Србије и Швајцарске, ВАР судија Феликс Цвајер сугерисао је главном судији — Феликсу Бриху, да је направљен прекршај над Александром Митровићем у шеснаестерцу; Брих је одбио сугестију и није ишао да гледа снимак. Контакт Митровића и два фудбалера Швајцарске многи стручњаци су окарактерисали као пенал и поставили питање чему служи ВАР.

## Процедура
Четири су типа ситуација код којих ВАР провјерава одлуку главног судије.
- Голови и провјера да ли је било кршења правила приликом постизања гола (офсајд, фаул, игра руком и сл.)
- пенал;
- директан црвени картон (други жути картон се не провјерава);
- Грешка приликом давања црвеног или жутог картона (замјена идентитета, тј. давање картона погрешном играчу).

Стандард за преиначење првобитне одлуке главног судије је постојање "чисте грешке", понекад се проширује на " чисту и очигледну грешку".
Процес почиње тако што видео асистент судија (ВАР) и његови помоћници (АВАР) прегледају спорни детаљ на мониторима у посебној просторији, помоћу система поновљених снимака. Провјеру може да покрене и сам главни судија, као и ВАР судија, који спроводи провјеру да би видио да ли треба да сугерише главном судији да провјери неки детаљ. Уколико ВАР не пронађе ништа приликом провјере, таква комуникација са судијом назива се "тиха провјера". Уколико ВАР судија вјерује да ту постоји чиста грешка, онда ће се он или она јавити судији са тим убјеђењем. Судија може да промијени одлуку посредством сугерисања ВАР-а; да спроведе видео преглед на терену, тако што ће отићи до означеног мјеста ван граница игралишта, које се зове "судијска област за преглед" (енгл. Referee review area); или може да остане при својој првобитној одлуци, без гледања снимка. Судији је дозвољено да заустави игру да би прегледао спорни детаљ, али му није дозвољено да уради то у тренутку када је један од тимова у доброј прилици у нападу.
Званични сигнал за видео провјеру је судија који покретима прстију у ваздуху прави правоугаоник, који указује на видео екран. Ово претходи било каквој комуникацији са собом у којој је ВАР судија, као и било каквој промјени претходне одлуке. Фудбалер који затражи видео провјеру правећи знак правоугаоника у ваздуху, може да буде кажњен жутим картоном; фудбалер који уђе у простор судије за преглед видео снимка, биће кажњен жутим картоном, док ће тимски званичник који уђе у судијски простор бити искључен са утакмице.
Постоји приручник за судије, који ВАР треба да поштује приликом видео прегледа. На примјер, успорени снимак се употребљује једино у случају за преглед тачке додира прекршаја, као што су физички напад и игр руком. Нормална брзина снимка треба да се користи да утврди интензитет прекршаја, као и да ли је игра руком била намјерна. Преглед голова, одлука о пеналима и црвеним картонима за прекршај код изгледне прилике за гол, покривају период од самог почетка напада, од тренутка кад је тим стекао посјед на лоптом. Other reviews only cover the incident itself.
ВАР судије су тренутне или бивше судије.

## Помоћници ВАР судије
Помоћници ВАР судије (AVAR) су бивше или тренутне судије, који помажу главном ВАР судији у соби са мониторима. Дужност помоћника је гледање преноса уживо док ВАР прегледа снимак, као и комуникација са телевизијом за поновљени снимак.

## Критике
Током финала Свјетског клупског првенства 2016, у Јапану, на првој проби ВАР-а на међународним такмичењима, тренер Реал Мадрида, Зинедин Зидан, изјавио је да је систем веома збуњујући.
Употреба на Купу конфедерација 2017, критикована је након неколико збуњујућих тренутака, у које је био укључен ВАР. Оптужен је за изазивање комфузије исто колико и јасноће.
На утакмици Прве лиге Португалије, између Боависте и Авеша у фебруару 2018, није поништен гол Авеша, који је по мишљењу многих постигнут из офсајда, због тога што је навијач Боависте заставом ометао ВАР камеру. С обзиром на то да ВАР није могао провјерити ту ситуацију, гол је признат.
На утакмици Њемачке Бундеслиге између Мајнца и Фрајбурга у априлу 2018, играчима је наређено да се врате на терен, након што су га напустили због краја првог полувремена, након што је ВАР одлучио да је прекршај за пенал постојао.
У финалу Аустралијске лиге између Њукасл Џетса и Мелбурна, ВАР није успио да поништи гол Мелбурна за побједу постигнут из офсајда. Касније је откривено да је ВАР систем претрпио техничке проблеме, који су спријечили ВАР судију да види поновљени снимак. Мелбурн је побиједио 1:0, голом из офсајда.
На утакмици између Србије и Швајцарске у оквиру групе Е Свјетског првенства 2018, главни судија Феликс Брих није послушао сугестију ВАР судије — Феликса Цвајера и није досудио пенал за Србију. Многи бивши фудбалери су критиковали одлуку истичући да је пенал био очигледан; док су неки спортисти пружили подршку ВАР систему, упркос грешци, међу њима је и српски тенисер Новак Ђоковић.